# Sharon Farmer (Fotografin)
Sharon Farmer (* 10. Juni 1951 in Washington, D. C., Vereinigte Staaten) ist eine US-amerikanische Fotografin und Fotojournalistin. Sie war die erste Afroamerikanerin, die als Fotografin im Weißen Haus eingestellt wurde, und die erste Frau, die Leiterin des White House Photography Office wurde.

## Leben und Werk

Foto von Sharon Farmer: Der Vorsitzende der Palästinensischen Autonomiebehörde, Jassir Arafat, US-Präsident Bill Clinton und der israelische Premierminister Ehud Barak trafen sich im Jahr 2000 zu Friedensverhandlungen.

Farmer ist die Tochter zweier Pädagogen; ihre Mutter war die erste afroamerikanische Schulleiterin in Prince George’s County in Maryland.
Sie studierte Fotografie im Hauptfach und Musik im Nebenfach an der Ohio State University, wo sie ihren Bachelor of Arts in Fotografie erhielt. Nach ihrem Abschluss 1974 kehrte sie nach Washington, D.C. zurück, wo sie bis 1993 freiberuflich als Fotografin arbeitete, bis Präsident Bill Clinton sie zur Fotografin des Weißen Hauses ernannte.
1974 begann sie mit der Fotografie von Albumcovern. Von der freiberuflichen Fotografie ging sie zum Fotojournalismus über. Sie arbeitete als Fotografin für das Smithsonian Institute, The Washington Post und die American Association for the Advancement of Science. Von 1999 bis 2001 leitete sie das Fotobüro des Weißen Hauses und war damit die erste Afroamerikanerin und die erste Frau in dieser Position.

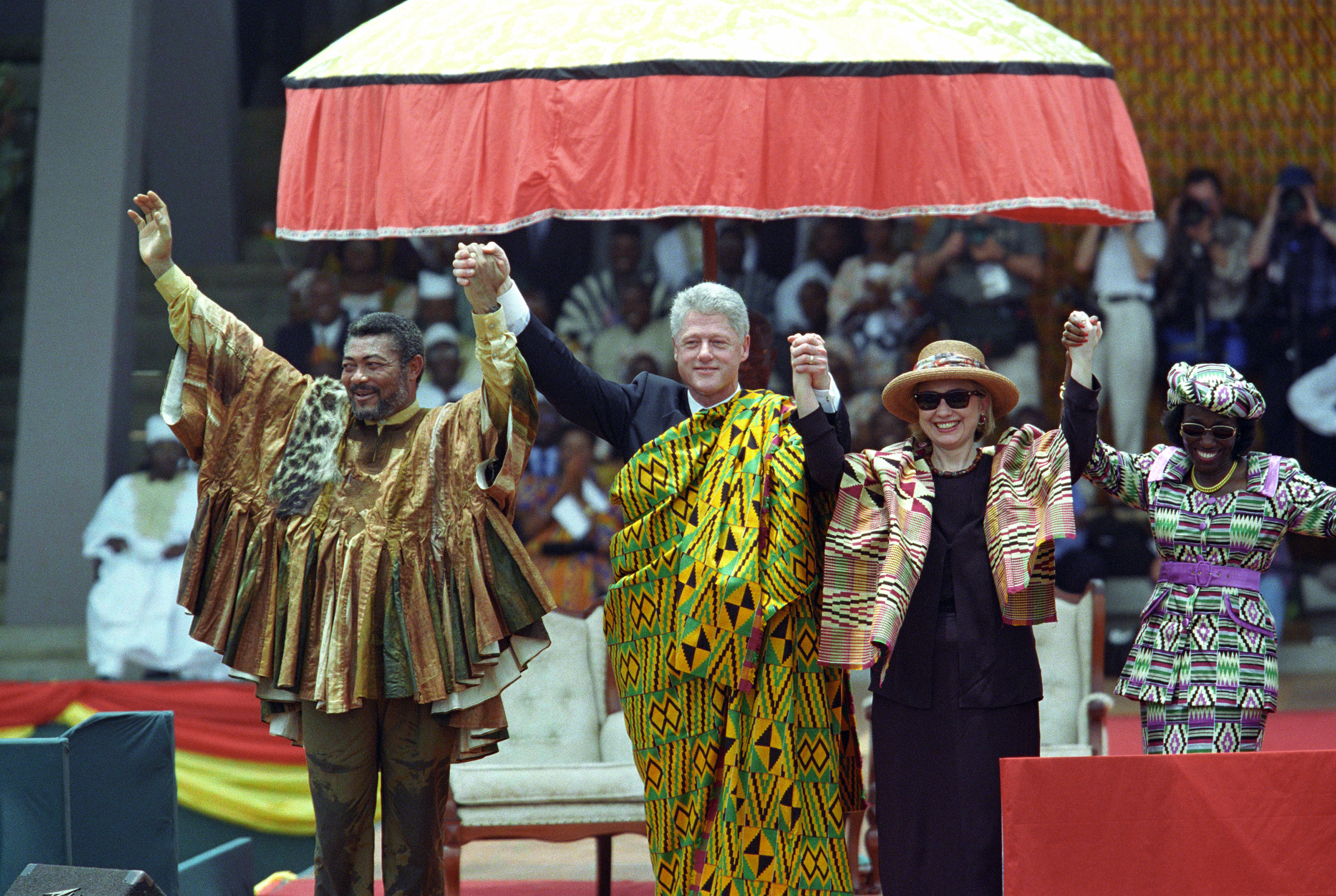
Präsident Clinton, First Lady Hillary Rodham Clinton, Präsident Jerry John Rawlings und seine Frau Nana Konadu Agyeman Rawlings heben gemeinsam ihre Arme auf dem Podium in Accra, Ghana. Foto von Sharon Farmer / Fotobüro des Weißen Hauses

Sie dokumentierte Nachrichten, politische Kampagnen, kulturelle Veranstaltungen, Konferenzen und Porträts. Zu den vielen berühmten Bildern, die sie aufnahm, gehört der Handschlag zwischen dem israelischen Premierminister Yitzhak Rabin und dem palästinensischen Führer Yasser Arafat, die Vereidigung von Nelson Mandela als Präsident Südafrikas sowie das Foto von Präsident Clinton und seiner Frau beim Start der Raumfähre Discovery mit dem Astronauten John Glenn.
2003 gehörte sie zum AP-Team, das den Super Bowl in San Diego in Kalifornien dokumentierte. Zu den zahlreichen politischen Wahlkämpfen, die sie dokumentierte, gehörte die 2004 von ihr als Cheffotografin begleitete Präsidentschaftskampagne Senator John Kerrys.
Farmer war nicht nur in Einzel- und Gruppenausstellungen im ganzen Land vertreten, sondern hielt auch Vorträge für National Geographic und die Smithsonian Institution. Zudem lehrte sie an der American University, dem Mount Vernon College und der Indiana University.
Ihre fotografischen Arbeiten befinden sich in den Sammlungen der Clinton Presidential Library, der National Archives, der Library of Congress, der Moreland-Spingarn Collection der Howard University, der Regierung des District of Columbia, des Anacostia Museums und des National Museum of African American History & Culture der Smithsonian Institution, des King Arts Complex in Columbus, des South African Museum in Pretoria sowie in Privatsammlungen.

## Ausstellungen (Auswahl)
- 2024: In the Room Where it Happened: A Survey of Presidential Photographers, Griffin Museum of Photography, Winchester, Massachusetts
- 2023: The Oracle Said, “Be Still.”, IA&A at Hillyer, Washington D.C.[10]